# Delphin (1801)
Delphin, officiellt HM Brigg Delphin, var en örlogsbrigg i svenska flottan, sjösatt 1801. Hon omtacklades 1808 och genomgick en större renovering 1814. 1844 ansågs hon uttjänt och utrangerades slutligen 1850.

## Långresa

### 1815–1816
Resan gick till Västindien och svenskön Saint Barthélemy. Med sig hade de en ny guevernementspräst samt 30 artillerister som skulle avlösa den befintliga styrkan på ön. Fartygschef var kapten Carl August Burchard Gyllengranat (1787-1864).
1. Karlskrona Avseglade 2 april 1815
2. Göteborg Anlöpte 10 april 1815, avseglade 19 april 1815
3. Deal, England Anlöpte 25 april 1815
4. Funchal, Madeira, Portugal
5. Gustavia, Saint Barthélemy, Västindien Anlöpte 10 juni 1815
6. San Juan, Puerto Rico, Västindien Anlöpte 7 augusti 1815, avseglade 29 oktober 1815
7. Gustavia, Saint Barthélemy, Västindien Anlöpte 10 november 1815, avseglade 16 november 1815
8. Santo Domingo, Dominikanska republiken dåvarande Haiti, Västindien Avseglade 26 november 1815
9. Gustavia, Saint Barthélemy, Västindien Anlöpte 14 december 1815, avseglade 22 februari 1816
10. Sandy Point, Saint Kitts, Västindien Anlöpte 23 februari 1816
11. Saint Pierre, Martinique, Västindien Anlöpte 27 februari 1816
12. Basseterre, Saint Kitts, Västindien Anlöpte 7 mars 1816
13. Gustavia, Saint Barthélemy, Västindien Avseglade 6 april 1816
14. Fayal, Azorerna Anlöpte 1 maj 1816
15. Deal, England Anlöpte 13 maj 1816, avseglade 14 maj 1816
16. Malmö
17. Stockholm Anlöpte 11 juni 1816